# Minidoka County
Minidoka County is een county in de Amerikaanse staat Idaho.
De county heeft een landoppervlakte van 1.967 km² en telt 20.174 inwoners (volkstelling 2000). De hoofdplaats is Rupert.